# The Bookworm Turns
Pour plus de détails, voir Fiche technique et Distribution.
The Bookworm Turns est un film américain réalisé par Charles Avery, sorti en 1917.

## Fiche technique
- Titre original : The Bookworm Turns
- Réalisation : Charles Avery
- Photographie : O.G. Hill
- Société de production : Keystone
- Société de distribution : Keystone
- Pays d'origine :  États-Unis
- Langue originale : anglais
- Format : noir et blanc — 35 mm — 1,37:1 — Film muet
- Genre : Comédie
- Durée : une bobine
- Date de sortie :
  - États-Unis : 8 avril 1917
- Licence : Domaine public

## Distribution
- Harry Depp
- Claire Anderson
- James Spencer
- Frank Reynolds